# Gora Nizkaja
Gora Nizkaja (Transliteration von russisch Гора Низкая Gora Niskaja, deutsch ‚Niedriger Berg‘) ist ein Nunatak im ostantarktischen Mac-Robertson-Land. Er ragt südöstlich der Nilsson Rocks in den Prince Charles Mountains auf.
Russische Wissenschaftler benannten ihn.